# 聚花合耳菊
聚花合耳菊（学名：Synotis glomerata）是菊科合耳菊属的植物，是中国的特有植物。分布于中国大陆的云南等地，生长于海拔2,500米至3,300米的地区，多生长在灌丛边缘、林地和岩石山坡，目前尚未由人工引种栽培。

## 别名
团聚尾药菊